# Right Thru Me
Right Thru Me e песен от албума Pink Friday на американската рапърка Ники Минаж.

## Видео
Видеото към песента е пуснато на 27 октомври 2010 г.Ники и гаджето и се карат. Той твърди че прави много драма.

## Дата на издаване
- САЩ – 24 септември 2010
- Великобритания – 28 ноември 2010

## Позиции в музикалните класации
- Великобритания (Top 40 R&B Singles – Official Charts Company) – 18[2]
- Канада (Canadian Hot 100) – 60[3]
- САЩ (Billboard Hot 100) – 26[4]
- САЩ (Hot R&B/Hip-Hop Songs – Billboard) – 4[5]
- САЩ (Pop Songs – Billboard) – 32[6]
- САЩ (Rap Songs – Billboard) – 3[7]